# Chüemettler
Chüemettler är en bergstopp i Schweiz.   Den ligger i distriktet Wahlkreis See-Gaster och kantonen Sankt Gallen, i den östra delen av landet, 130 km öster om huvudstaden Bern. Toppen på Chüemettler är 1 703 meter över havet, eller 109 meter över den omgivande terrängen. Bredden vid basen är 0,63 km.
Terrängen runt Chüemettler är kuperad norrut, men söderut är den bergig. Runt Chüemettler är det ganska glesbefolkat, med 27 invånare per kvadratkilometer.. Närmaste större samhälle är Schänis, 4,4 km sydväst om Chüemettler. 
Omgivningarna runt Chüemettler är en mosaik av jordbruksmark och naturlig växtlighet.